# Олександрівка (Ніжинський район)
Олекса́ндрівка —  село в Україні, у Бобровицькій міській громаді Ніжинського району Чернігівської області.

## Географія
Відстань до колишнього районного центру міста Бобровиця автошляхами — 30 км, до найближчої залізничної станції Кобижчі — 20 км, до обласного центру — 130 км.

## Історія
З середини XIX століття уся  навколишня земля належала вороньківському поміщику Миколі Аркадійовичу Кочубею. Володіння так і називали — кочубеївщина. У другій половині XIX століття (1860-ті роки) Кочубей виділив земельні наділи трьом своїм родичкам — Олександрі, Катерині і Лідії, де вони побудували економії. Наприкінці XIX століття, коли почалися селянські виступи, почався процес продажу землі селянам на виплату, яка продовжувалася роками. Ці землі поступово заселялися вихідцями з різних сіл. Так утворилися села Катеринівка, Лідин, Олександрівка.
До складу старостинського округу входили села Катеринівка, Лідин та  Олександрівка. Територія старостинського округу розташована в східній частині району й межувала на сході з територією ліквідованого Носівського району.
19 травня 2017 року село увійшло до складу Бобровицької міської громади.
19 липня 2020 року, в результаті адміністративно-територіальної реформи та ліквідації Бобровицького району, село увійшло до складу Ніжинського району.

## Населення
За даними перепису 2006 року на території Олександрівської сільської ради мешкали 607 осіб.

## Інфраструктура
У селі діє:
- дитячий дошкільний навчальний заклад
- клуб
- спортивний зал
- декілька продуктових та господарчих крамниць.

Загальноосвітня школа закрита у 2021 році. Дітей та частково педагогічний колектив переведені та доставляються шкільним автобусом до сусідньої школи у селі Козацьке.